# Bataille de Cachirí
Guerre d'indépendance de la Colombie
Batailles
m
Première république (1810-1815)
- Bajo Palacé
- Magdalena
- Admirable
- Guerre Civile
- Nariño dans le Sud
- Río Palo
- Tolú

Reconquête espagnole (1815-1819)
- Carthagène des Indes
- Cachirí
- Cuchilla del Tambo
- La Plata
- Régime de terreur

Campagne libératrice (1819)
- Paya
- Passage des Andes
- Corrales
- Gámeza
- Pantano de Vargas
- Boyacá

Grande Colombie (1819-1824)
- Campagne fluviale et navale
- Campagne de Pasto

La bataille de Cachirí est un combat de la guerre d'indépendance de la Colombie livré le 22 février 1816 dans le páramo de Cachirí, situé dans le département Colombien de Santander. 

## Histoire
Les forces espagnoles de Pablo Morillo, Francisco Tomás Morales (es) et Sebastián de la Calzada ont envahi la Nouvelle-Grenade pour reconquérir l'ancienne colonie. 
Calzada arrive depuis le Venezuela par les vallées de Cúcuta. Après avoir été battu le 8 janvier lors de la première bataille de Cachirí, il regroupe ses forces et reprend l'offensive, mettant en déroute les troupes de Custodio García Rovira et Francisco de Paula Santander lors de la seconde bataille de Cachirí. Les survivants de l'armée néogrenadine fuient à travers les Llanos du Casanare et peu après, Calzada occupe Bogota, le 6 mai.